# Emma Orczy
Emma Magdalena Rosalia Maria Josefa Barbara Orczy (Tarnaörs, 23 settembre 1865 – Henley-on-Thames, 12 novembre 1947) è stata una scrittrice britannica di origine ungherese, comunemente nota come Emma Orczy. Deve la sua fama principalmente alla sua nota saga letteraria La primula rossa.
Ha scritto di sé:
(Emma Orczy, Links in the chain of life)

## Biografia

### Infanzia: dall'Ungheria all'Inghilterra
Figlia del Barone Felix Orczy e della contessa Emma Wass, crebbe nella tenuta di Tisza-Abad, che il padre voleva trasformare in azienda modello, anche attraverso la costruzione di un mulino a vapore e di macchinari d'avanguardia: tali innovazioni, temute dai braccianti e contadini locali, ne scatenarono l'ira, che sfociò in un disastroso incendio (appiccato il 22 luglio 1868).
La famiglia Orczy abbandonò la tenuta per trasferirsi a Budapest e l'episodio rappresentò una svolta importante per la piccola Emma: lasciò per sempre la campagna, passando da una città all'altra, e vide con grande sofferenza il peggioramento caratteriale del padre, profondamente segnato da quello che giudicò un ingrato tradimento da parte dei propri simili. Dopo Budapest gli Orczy si trasferirono a Bruxelles, dove Emma frequentò il Collegio delle suore nel Convento della Visitazione insieme alla sorella Madeleine: la morte di quest'ultima (nel 1873) segnò un colpo decisivo per il morale del barone, che condusse la sua famiglia a Parigi e, nel 1880, finalmente, a Londra.

### Adolescenza
Da quel momento, Emma iniziò ad ambientarsi "nell'amabile, ospitale Inghilterra", sentendola come vera patria d'adozione, e suo padre finalmente trovò comprensione per le sue qualità di artista. Qui si moltiplicarono le occasioni di partecipare a molti eventi culturali e di vita mondana, ma l'adolescente Emma li viveva in disparte, quasi con sofferenza, sentendosi inadeguata e scialba: tale atteggiamento di fastidio verso gli incontri mondani rimase una costante anche negli anni del successo in età adulta.
L'unica occasione che arrecò vera gioia all'adolescente Emma fu l'incontro con l'Arciduca Rodolfo, figlio dell'imperatrice Elisabetta d'Asburgo ed erede dell'imperatore Francesco Giuseppe ("io, povero, timido, piccolo atomo ebbi l'onore di danzare la csardas con Sua Altezza Imperiale" scrisse nelle sue memorie).
Ma, fatta eccezione per questo episodio, Emma capiva che la sua scarsa avvenenza non le avrebbe permesso di emergere, mentre avrebbe potuto e dovuto fare ricorso alle sue doti di intelligenza e alla sua buona istruzione e cultura: tuttavia, per diverso tempo non seppe verso quale campo (musica, pittura, letteratura) dirigere il proprio estro né la mentalità aristocratica del padre tendeva ad incoraggiare forme di emancipazione femminile.
Finché, alla fine, ottenne il consenso all'iscrizione - come studentessa di pittura - alla West London School of Art: non divenne mai una grande pittrice (anche se alcuni suoi quadri sono esposti presso la Royal Academy a Londra) ma, grazie agli studi d'arte figurativa, iniziò a vedere pittoricamente, a visualizzare scene e personaggi evocati dalla sua immaginazione, un'attitudine che la aiuterà molto (a suo dire, "trascriverli con la mia penna fu una cosa relativamente facile").

### Il matrimonio ed il successo artistico
Quando incontrò il pittore Montague Barstow ne fu colpita immediatamente e nel 1894 i due si sposarono: fu un vincolo indissolubile, intenso e perfetto (quello fu "il grande anello nella catena della mia vita che mi regalò tutto ciò che rende la vita degna di essere vissuta"; ebbero un figlio, John Montague Orczy-Barstow, che divenne a suo volta scrittore sotto lo pseudonimo di John Blakeney.
Fu proprio il marito a incoraggiare Emma verso la scrittura e la spinse a pubblicare le sue opere.
I lampadari dell'imperatore (The Emperor's Candlesticks) (1899) fu il suo primo romanzo, cui fece seguito una serie di racconti polizieschi pubblicati sul Royal Magazine, che iniziarono a farla conoscere dal pubblico, il quale la apprezzò per il romanzo In Mary's Reign (1901).
Il grande successò arrivò poi, a partire dal 1905, con The Scarlet Pimpernel (La primula rossa), che diede inizio ad un ciclo di romanzi legati a tale misterioso personaggio.
Un'altra serie fu quella - comparsa tra il 1905 e il 1909 - che ebbe come protagonista il primo armchair detective (detective in poltrona) e che si intitolava The Old Man in the Corner; nello stesso genere si colloca anche il personaggio dell'investigatrice Lady Molly of Scotland Yard (1910).
In italiano, non sussiste una tradizione critica riguardo l'Opera di Orczy. Possiamo rifarci, brevemente, intanto a ciò che ne ha scritto Walter Mauro introducendo una ristampa (edita da Newton Compton, Roma) del di lei più celebre romanzo:"La Baronessa Orczy possiede una rilevante grazia espressiva nel disegnare le situazioni e creare quel necessario clima di sospesa attenzione che conferisce all'intera vicenda un coinvolgente ritmo narrativo. Né manca d'abilità e consumato mestiere nella gestione dei dialoghi, sempre molto funzionali nella loro scarna essenzialità. La Primula Rossa è un romanzo con il quale possiamo dialogare gradevolmente, proprio per quel potenziale di cattura del lettore che posseggono soltanto gli scrittori di razza  e  d'istinto.  E proprio di quest'ultimo elemento non trascurabile è ricca la Baronessa: il che spiega, oltre a tant'altri motivi d'interesse, il successo davvero enorme che La Primula Rossa ha ottenuto nel tempo".

### I viaggi: Montecarlo e Lerici
Emma Orczy amava viaggiare: nelle sue memorie ha lasciato pagine dedicate ai suoi soggiorni in Canada, in Transilvania, in Francia e in Italia.
I coniugi acquistarono una residenza per i mesi invernali a Monte Carlo, particolarmente amata, tanto da chiamarla Villa Bijou. Ma quando la costa monegasca iniziò ad essere troppo frequentata la coppia prese a lamentarsi nel vedere "il posto dei nostri sogni trasformato in un'enorme conigliera", e quando una conoscente inglese invitò i coniugi a Lerici essi accettarono di buon grado.
Emma fu letteralmente incantata dal luogo (la casa sulla collina lericina "offre una delle più belle viste sulla terra di Dio"), tanto da decidere per l'acquisto di un terreno dove fece costruire una villa (La Padula), con annesso giardino, tuttora adibita a residenza: qui i coniugi vissero tutti gli autunni e le primavere dal 1927 al 1933 (l'estate in Inghilterra e la restante parte dell'anno a Monte Carlo).
La piega sempre più chiaramente autoritaria assunta dal fascismo iniziò però a contrariare fortemente i coniugi ("l'ambizione, l'amore verso se stesso di un unico uomo aveva trasformato una nazione gentile e spontanea in un mucchio di astiose, maleducate, spregevoli persone: erano proprio così, paurosi anche solo di aprire bocca, paurosi delle loro ombre" ), i quali, con profondo dolore, decisero nel 1933 di vendere la loro villa.
Alla morte del marito nel 1943, Emma visse stabilmente a Montecarlo ancora quattro anni, fino alla sua morte, che la colse al Brown's Hotel di Londra l'11 novembre 1947.

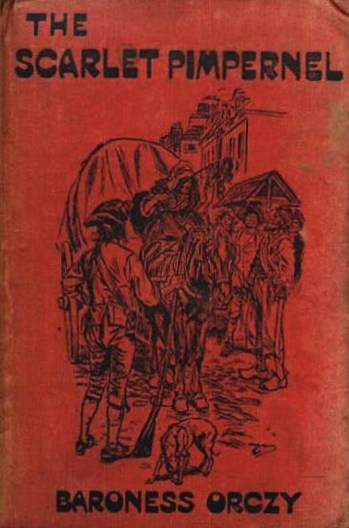
Copertina de "La primula rossa", edizione del 1908